# Mesihovina
 Ovo je glavno značenje pojma Mesihovina. Za druga značenja pogledajte Mesihovina (razdvojba).
Mesihovina je naseljeno mjesto u općini Tomislavgrad, Federacija Bosne i Hercegovine, BiH.

## Stanovništvo

### Popisi 1971. – 1991.
| Mesihovina         |              |                |                |
| godina popisa      | 1991.        | 1981.          | 1971.          |
| Hrvati             | 958 (99,37%) | 1.024 (99,12%) | 1.012 (98,53%) |
| Srbi               | 3 (0,31%)    | 5 (0,48%)      | 8 (0,77%)      |
| Muslimani          | 0            | 1 (0,09%)      | 1 (0,09%)      |
| Jugoslaveni        | 0            | 0              | 3 (0,29%)      |
| ostali i nepoznato | 3 (0,31%)    | 3 (0,29%)      | 3 (0,29%)      |
| ukupno             | 964          | 1.033          | 1.027          |

### Popis 2013.
| Mesihovina         |              |
| godina popisa      | 2013.        |
| Hrvati             | 977 (99,90%) |
| Srbi               | 0            |
| Bošnjaci           | 0            |
| ostali i nepoznato | 1 (0,10%)    |
| ukupno             | 978          |

## Šport
- HNK Mesihovina

## Gospodarstvo
U Mesihovini je izgrađena prva vjetroelektrana u Bosni i Hercegovini. Vjetroelektrana Mesihovina sastoji se od 22 vjetroturbine ukupne instalirane snage 50,6 MW i godišnje proizvodnje oko 165 GWh.